# Ambrosini Sagittario
Die Ambrosini Sagittario war ein durch Strahltriebwerke angetriebener Abfangjäger des italienischen Flugzeugherstellers SAI-Ambrosini. Sie wurde auf der Basis der Ambrosini Super S.7, eines kolbenmotorgetriebenen Schulflugzeuges, bei Ambrosini Anfang der 1950er Jahre entwickelt. Als Antrieb war zunächst die französische Leichtturbine Turboméca Marboré II vorgesehen. Die als Sagittario bezeichnete Maschine erhielt als erste italienische Konstruktion um 45° gepfeilte Tragflächen.

## Geschichte
Nach umfangreichen Versuchen, zunächst noch mit einem Alfa-Romeo-Kolbenmotor im Bug, startete der Prototyp als Strahljäger am 5. Januar 1953 zu seinem Erstflug. Da sich Festigkeitsprobleme mit dem Rumpf in Holzbauweise ergaben, wurde ein Ganzmetall-Halbschalenrumpf entwickelt und für diesen auch das stärkere Triebwerk Rolls-Royce Derwent vorgesehen; ebenso erhielt die Maschine nun ein Bugradfahrwerk und einen Schleudersitz. Das so verbesserte Muster ging nach seiner Fertigstellung als Sagittario II in die Erprobung.
Trotz umfangreicher Verkaufswerbung fanden sich weder ausländische Kunden noch interessierte sich die italienische Luftwaffe für diesen Typ. Nach der Neuorganisation der Firma als Aerfer wurde das Muster mit Zusatz-Raketenantrieb noch einmal als Aerfer Ariete angeboten, konnte sich aber auch nicht durchsetzen, so dass das Programm schließlich eingestellt wurde. Auf der Basis des Sagittario wurde später der Prototyp Aerfer Sagittario II entwickelt.

## Technische Daten
| Kenngröße             | Daten                                        |
| --------------------- | -------------------------------------------- |
| Besatzung             | 1                                            |
| Länge                 | 9,30 m                                       |
| Spannweite            | 7,50 m                                       |
| Höhe                  | 1,50 m                                       |
| Flügelfläche          | 14,60 m²                                     |
| Flügelstreckung       | 3,9                                          |
| Startmasse            | 2.300 kg                                     |
| Triebwerk             | ein TL Rolls-Royce Derwent mit 1560 kp Schub |
| Höchstgeschwindigkeit | 1040 km/h                                    |
| Gipfelhöhe            | 8000 m                                       |
| Reichweite            | 570 km                                       |
| Bewaffnung            | 2 × 30-mm-Kanonen                            |